# Receptor de histamina H4
El receptor de histamina H4 (abreviado Receptor H4), es un receptor de membrana de la familia de receptores de histamina. Es miembro de la superfamilia de receptores acoplados a proteína G. En humanos, el receptor es codificado por el gen HRH4. El receptor H4 se puede encontrar en particular en células del sistema hematopoyético e inmunitario, por lo que se ha implicado en la aparición de reacciones alérgicas.

## Genética
El receptor H4 humano fue clonado por primera vez en el año 2000 por diferentes grupos de investigación al mismo tiempo que un homólogo del receptor H3. A diferencia de los receptores de histamina descubiertos previamente, el receptor H4, no fue el resultado de estudios farmacológicos sino a través de una búsqueda directamente en la base de datos de ADN genómico humano. La proteína es codificada por un gen en el cromosoma 18 en el locus del gen 18q11.2. La secuencia de ADN codificante contiene tres exones y dos intrones y muestra la mayor homología con el receptor de histamina H3. 

## Estructura
La proteína del receptor H4 humano consta de 390 aminoácidos. Otras variantes del receptor H4, que resultan de variantes de corte y empalme alternativas, son funcionalmente inactivas. Al igual que ocurre con otros receptores de la familia de receptores acoplados a proteína G, se asume una estructura con siete dominios transmembrana helicoidales para el receptor H4 (receptor heptahelicoidal).
A nivel molecular, la estimulación de los receptores H4 conduce a la activación de las proteínas G i/o, lo cual causa la inhibición de la adenilil ciclasa y apertura de los canales de calcio .

## Distribución
El receptor H4 se expresa en gran medida en la médula ósea y los glóbulos blancos donde regula la liberación de neutrófilos de la médula ósea. En modelos de ratones, el receptor causa infiltración con pleuresía inducida por zimosano. También se encontró evidencias que el receptor H4 exhibe un patrón de expresión uniforme en el epitelio oral humano.

## Función
Los receptores H 4 están implicados en el direccionamiento de las células inmunitarias, como los eosinófilos, los linfocitos T y los monocitos, hacia las fuentes de histamina. Por lo tanto, se asume un papel importante de este receptor en el reclutamiento de leucocitos durante una respuesta inmune, especialmente en reacciones alérgicas. Se ha demostrado que el receptor de histamina H4 está implicado en la mediación del cambio en la forma celular de los eosinófilos y la quimiotaxis de los mastocitos. Esto ocurre a través de la subunidad βγ que actúa sobre la fosfolipasa C para provocar la polimerización de la actina y, como resultado, la quimiotaxis.

## Estructura
La estructura 3D del receptor H 4 aún no ha sido resuelta debido a las dificultades de cristalización de GPCR. Se han realizado algunos intentos para desarrollar modelos estructurales del receptor H4 para diferentes propósitos. El primer modelo de receptor H 4 se armó mediante un modelo de homología basado en la estructura cristalina de la rodopsina bovina. Este modelo se utilizó para la interpretación de los datos de mutagénesis dirigida al sitio, que revelaron la importancia crucial de los residuos de Asp94 (3.32) y Glu182 (5.46) en la unión del ligando y la activación del receptor.
Se utilizó con éxito un segundo modelo estructural basado en rodopsina del receptor H 4 para la identificación de nuevos ligandos H4.
Los avances recientes en la cristalización de GPCR, en particular la determinación del receptor H1 de histamina humana en complejo con doxepina, probablemente aumentarán la calidad de los nuevos modelos de receptores H 4 estructurales.

## Farmacología
Los antagonistas del receptor H4, incluyendo el JNJ 7777120, se están investigando actualmente por su potencial terapéutico en el tratamiento de enfermedades alérgicas. La 4-metilhistamina y el VUF-8430 podrían identificarse como agonistas selectivos.

### Agonistas
- 4-metilhistamina
- VUF-8430 (éster de ácido 2-[(aminoiminometil)amino]etilo carbamimidotioico)
- OUP-16
- Clozapina
- JNJ 28610244

### Antagonistas
| - Toreforante (JNJ 38518168) - Mianserina (también un antagonista H1 y H3) - Tioperamida (también un antagonista H3 selectivo) - JNJ 7777120 (descontinuado) - JNJ 39758979 (descontinuado) | - ZPL389 - VUF-6002 (1-[(5-cloro-1H-bencimidazol-2-il)carbonil]-4-metilpiperazina) - A987306 - A943931 - Pimozida |

### Potencial terapéutico
El antagonista altamente selectivo de la histamina H 4 VUF-6002 es activo por vía oral e inhibe la actividad de los mastocitos y los eosinófilos in vivo, y tiene efectos antiinflamatorios y antihiperalgésicos .